# 小行星4102
小行星4102（4102 Gergana）是一颗绕太阳运转的小行星，为主小行星带小行星。该小行星于1988年10月15日发现。

## 轨道参数
小行星4102的轨道半长轴为3.0206325 UA，离心率为0.063。